# Hōbunsha

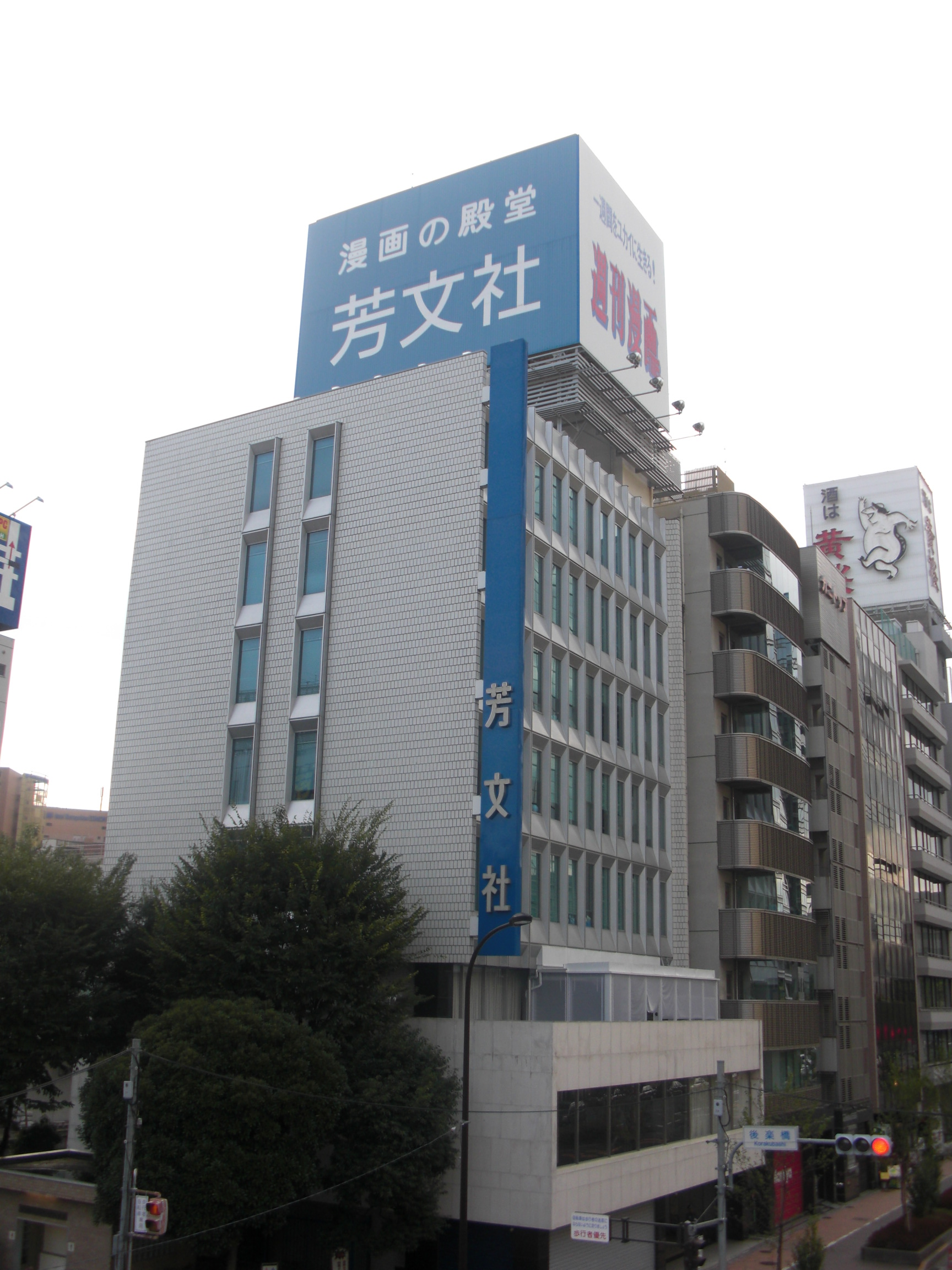
Il palazzo della Hōbunsha a Tokyo

Hōbunsha (芳文社?) è una casa editrice giapponese fondata il 10 luglio 1950 da Takashi Yoshiharu Soo. Ha la propria sede principale a Tokyo.

## Riviste pubblicate dalla Hōbunsha
- Weekly Manga Times
- Hana Oto

### RivisteManga Time
- Manga Time
- Manga Time Jumbo
- Manga Time Lovely
- Manga Time Family
- Manga Time Special
- Manga Time Original
- Manga Home

### RivisteManga Time Kirara
- Manga Time Kirara
- Manga Time Kirara Carat
- Manga Time Kirara Max
- Manga Time Kirara Forward
- Manga Time Kirara Carino[1]
- Manga Time Kirara Miracle!

### Fuori catalogo
- Manga Time Jumbo
- Tsubomi

## Manga pubblicati
- Waratte! Sotomura-san